# Beautiful Lies
Beautiful Lies – trzeci album studyjny brytyjskiej piosenkarki Birdy wydany 25 marca 2016 roku nakładem Atlantic Records.

## Lista utworów
| Edycja standardowa | Edycja standardowa     | Edycja standardowa                  | Edycja standardowa  | Edycja standardowa |
| Nr                 | Tytuł utworu           | Tekst                               | Muzyka              | Długość            |
| ------------------ | ---------------------- | ----------------------------------- | ------------------- | ------------------ |
| 1.                 | „Growing Pains”        | Birdy, Sam Romans                   | Jim Abbiss          | 3:49               |
| 2.                 | „Shadow”               | Birdy, Melisa Bester, Jamie Hartman | Abbiss              | 4:01               |
| 3.                 | „Keeping Your Head Up” | Birdy, Wayne Hector, Steve Mac      | Birdy, Mac          | 3:28               |
| 4.                 | „Deep End”             | Birdy, Justin Parker                | Tim Bran, Roy Kerr  | 3:28               |
| 5.                 | „Wild Horses”          | Birdy, Jhon McDaid                  | TMS                 | 3:05               |
| 6.                 | „Lost It All”          | Birdy                               | Birdy, Bran, Kerr   | 3:47               |
| 7.                 | „Silhouette”           | Birdy, Simon Aldred, Rosie Doonan   | Bran, Kerr          | 4:10               |
| 8.                 | „Lifted”               | Birdy, Ammar Malik, Daniel Omelio   |                     | 4:23               |
| 9.                 | „Take My Heart”        | Birdy                               | Birdy, Felix Joseph | 4:11               |
| 10.                | „Hear You Calling”     | Birdy, Mac, Hector                  | Mac                 | 4:01               |
| 11.                | „Words”                | Birdy, Conrad Sewell                | Al Shux             | 3:37               |
| 12.                | „Save Yourself”        | Birdy, Danny Parker Teddy Geiger    | Bran, Kerr          | 3:34               |
| 13.                | „Unbroken”             | Birdy, Aldred                       | Bran, Kerr          | 4:25               |
| 14.                | „Beautiful Lies”       | Birdy, Romans                       | Birdy, Romans       | 2:50               |
|                    |                        |                                     |                     | 52:49              |

| Edycja Deluxe | Edycja Deluxe   | Edycja Deluxe      | Edycja Deluxe | Edycja Deluxe |
| Nr            | Tytuł utworu    | Tekst              | Muzyka        | Długość       |
| ------------- | --------------- | ------------------ | ------------- | ------------- |
| 1.            | „Beating Heart” | Birdy, Romans      | Bran, Kerr    | 3:50          |
| 2.            | „Winter”        | Birdy              | Bran, Kerr    | 5:06          |
| 3.            | „Give up”       | Birdy, TMS, Hector | TMS           | 4:00          |
| 4.            | „Start Again”   | Birdy, Amy Wadge   | Abbiss        | 3:24          |
|               |                 |                    |               | 16:20         |

| Utwór dodatkowy | Utwór dodatkowy    | Utwór dodatkowy    | Utwór dodatkowy |
| Nr              | Tytuł utworu       | Tekst              | Długość         |
| --------------- | ------------------ | ------------------ | --------------- |
| 1.              | „Wings (Acoustic)” | Birdy, Ryan Tedder | 3:42            |
|                 |                    |                    | 3:42            |

## Piosenkarka o albumie
Wiele nauczyłam się w minionych kilku latach, sporo doświadczyłam – dobrego i złego. Stąd czerpałam inspiracje. Tym razem byłam pewniejsza siebie, wiedziałam, w którą stronę się kierować, zarówno jeśli chodzi o komponowanie, produkcję i oprawę graficzną. Wiele piosenek traktuje o znajdowaniu światła w mroku, o pokonywaniu chwil, w których czujemy się kompletnie zagubieni.

## Pozycje na listach

### Notowania tygodniowe
| Notowanie (2016)                                | Najwyższa pozycja |
| ----------------------------------------------- | ----------------- |
| Australia (Top 50 Albums)                       | 10                |
| Austria (Alben Top 75)                          | 11                |
| Belgia (Ultratop 200 Albums (Flandria))         | 7                 |
| Belgia (Ultratop 200 Albums (Walonia))          | 8                 |
| Francja (Top 200 Albums)                        | 10                |
| Hiszpania (Top 100 Albums)                      | 28                |
| Holandia (Album Top 100)                        | 8                 |
| Irlandia (Top 100 Albums)                       | 5                 |
| Kanada (Billboard Canadian Albums)              | 22                |
| Niemcy (Top 100 Single)                         | 7                 |
| Nowa Zelandia (Top 40 Albums)                   | 15                |
| Polska (OLiS)                                   | 39                |
| Portugalia (Top 50 Albums)                      | 45                |
| Stany Zjednoczone (Alternative Albums)          | 5                 |
| Stany Zjednoczone (Billboard 200)               | 68                |
| Stany Zjednoczone (Folk Albums)                 | 1                 |
| Szwajcaria (Alben Top 100)                      | 2                 |
| Węgry (Top 40 album)                            | 4                 |
| Wielka Brytania (Official Albums Chart Top 100) | 4                 |
| Włochy (Top 20 Singles)                         | 57                |